# Бурхануддин Кылыч
 Бурханиддин Кылыч  (полное имя — Сейид Бурханиддин Килич ибн Сейид Камалиддин Маджнун ибн Сейид Джалалиддин; середина XII века 1230-е годы, Узген — начало XIII века, Узген) — среднеазиатский святой сейид, авлия, богослов, шейх аль-ислам, чудотворец, суфий течения увайсия и ишкия.

## Биография
Родился в конце XII века 1230 -м году в городе Ош. Считается предком исламского богослова и мистика из Туркестана, основателя суфийской школы «Дахбедия», суфия и шейха учения Накшбанди — Махдуми Азама Дахбеди. Шежере Бурханиддин-Кылыча восходит к самому пророку Мухаммаду. Сведения об этом сохранены в таких источниках, как «Джомеъул-макомат», «Равойихул-кудс», «Тухфатул-зоъирин» Насир ад-дин ибн амир Музаффара, «Тазкираи азизон», «Хидоятнаме», «Тазкираи Ходжаган».

## Первые известия о личности святого
Первое упоминание в письменных источниках о Бурханиддине Кылыче относится к началу XIV века. Джамалиддин Карши в своём труде «Мулхакат ас-Сурах» пишет о своём путешествии в город Узген Ферганской области, где он общался учеником Бурханиддина Кылыча — Джамалиддином Иламаши. По рассказам Джамалиддином Иламаши, в юности он специально совершил путешествие в Фергану для знакомства с Бурханиддин Кылычем. Далее история излагается так: 
«…мы отправились в Узген и, когда приблизились к нему, послали сообщить шейху о прибытии путников, но не вернулся к нам посланный и не вышел никто встречать нас. Мы пришли на рынок и дошли до мечети, в который занимался с учениками шейх, и уселись на лавочках у входа в мечеть, ожидая выхода шейха к нам с извинениями, что он не смог нас встретить. А я между тем готовился напуститься на шейха за то, что он не встретил нас. К нему по двое и поодиночке входили люди с рынка и сообщили ему о нас и торопили его, а он говорил: ,,Подождите, пусть посидят, пока не закончится диспут». А когда затянулось наше ожидание и мы устали, он вышел из мечети, а я поднялся навстречу ему. Вдруг он посмотрел на меня, уложив на место стрелой своего взгляда; обратилось в бегство моё войско, и улетучились мои мысли, я онемел от смущения, позабыв даже приветствовать его. Он обнял меня и сказал мне незаметно: ,,Ты забыл даже поздороваться со мной, не говоря уже о приготовленной речи. Так где же твоё войско, твой правый и левый фланги?" И тогда я искренне раскаялся, понравился ему сердцем и душой, а на службе у него добился успеха и вознаграждения…"
. По данным Джамалиддина Карши, который беседовал с учеником Бурханиддина Кылыча в 1269-70 г., выходит что святой жил в конце XII — начале XIII в. По сведениям Джамалиддина Карши, его информатор, направляясь к Бурханиддину Кылычу, расспрашивал о нём шейхов тариката. Бурханиддин Кылыч был также назван в этом источнике шейхом-имамом, шейхом из шейхов ислама, «обладателем многих достоинств и чудотворцем», шейхом шариата и тариката, о славе которого было известно далеко за пределами Мавераннахра. Бурханиддин Кылыч в рассказе своего ученика Джамалиддина Иламиши предстаёт прежде всего как образованный мусульманский учёный, который преподавал в Узгенском медресе и среди окружающих людей славился своей проницательностью и благочестивостью.

## Святые места связанные с именем святого
Память о Бурханиддин Кылыче до сих пор сохраняется и поддерживается вокруг его могилы находящийся в Узгене.
Помимо Узгенского мазара во многих других районах Средней Азии существует несколько святых мест, связанных с именем Бурханиддин Кылыча: в селении Ярмазар около города Маргилана — мазар «Килич Бурхон-Азиз», на западе Ферганы — в городе Канибадаме и пригороде Худжанда — селение «Шайх Бурхон», в городе Самарканде — мазар «Бурханиддин Килич». В Кызылординской области Казахстана мазар «Кылычты-Ата» и в Кашгарии, на дороге между городами Аксу и Корла.

Мазар «Кылычты-Ата» (мазар авлия Бурханиддин Кылыча) Кзыл-Ординской область, Казахстан.

## Родословное древо шежере
Как отмечал автор сочинения «Тазкера-йи Ходжаган» («Описание приключений ходжей») Мухаммад Садык Кашгари, родословное древо шежере от пророка Мухаммада (САВ) до Сейида Бурхануддин (Бурхан ад-дин) Кылыча и до самого Махдуми Аъзами такова:
- 1. Мухаммад (САВ).
- 2. Биби Фатима Захра и Али ибн Абу Талиб.
- 3. Хусейн (имам).
- 4. Зейн аль-Абидин.
- 5. Мухаммад аль-Бакир.
- 6. Джафар ас-Садык.
- 7. Муса аль-Казим.
- 8. Али ибн Муса ар-Рида.
- 9. Сейид Абу Талиб.
- 10. Сейид Абдулла Акмал.
- 11. Сейид Абдулла аль-Афзаль.
- 12. Сейид Ахмад.
- 13. Сейид Мухаммад.
- 14. Сейид Хасан.
- 15. Сейид Хусейн.
- 16. Сейид Джалалиддин.
- 17. Сейид Камалиддин.
- 18. Сейид Бурханиддин Кылыч.
- 19. Сейид Амир Маджнун (Девона).
- 20. Сейид Бурханиддин Ходжам.
- 21. Сейид Джамолиддин.
- 22. Сейид Джалолиддин Касани.
- 23. Сейид Ахмад Махдуми Аъзам Касани Дахбеди[4].

## Известные потомки
Махдуми Аъзам (Махдум-и Аъзам) (1461—1542) — исламский богослов и мистик из Туркестана, представитель суфизма, основатель школы «Дахбедия», крупный теоретик и шейх учения Накшбанди. Является прямым потомком Бурханиддин-Кылыча.
Многие известные люди своего времени, в том числе правители, считали Махдуми Аъзам своим духовным наставником. Среди них был потомок Амира Тимура (Тамерлан), поэт и правитель Захириддин Мухаммад Бабур. В «Тарихи Рашиди» (автор Мирза Мухаммад Хайдар) есть записи о связях Бабура и Махдуми Аъзама. Махдуми Аъзам написал о Бабуре произведение Рисолаи Бобурия
Мечеть у гробницы Махдуми Аъзам выстроена Ялангтуш Бахадур-бием, наместником (эмир) бухарских ханов в Самарканде. (его пир — Мухаммед Хашим, внук Махдуми Аъзама, считался потомком членов семьи пророка).
 Мир Сейид Фатхуллах  — Шейх Кутб Мир Сейид Фатхуллах (полное имя — Мир Сейид Фатхуллах ибн Шейх ул-машайих Сейид Абдуллах Зухриддин (Мухаммад Соктарей) ибн Абулфайз Дервиш, имя в народе — «Етти Туғ Ато (Саййид Ато)» — Среднеазиатский святой авлия, сейид, шейх аль-кутб. Именной мемориальный комплекс «Етти Туғ Ато (Ота)» состоящий из мавзолея и мечети находится на родине святого в кишлаке Падарон (Патрон), Каршинского района . Потомок Среднеазиатского святого, авлия, суфия и шейха учения увайсия ишкия — Бурхануддин (Бурхан ад-дин) Кылыча Узгенского.
Родословное древо шежере святого «Етти Туғ Ато (Ота)» восходит к самому пророку Мухаммаду:
- 1. Мухаммад (САВ).
- 2. Биби Фатима Захра и имам Али ибн Абу Талиб.
- 3. Хусейн (имам).
- 4. Зейн аль-Абидин.
- 5. Мухаммад аль-Бакир.
- 6. Джафар ас-Садык.
- 7. Муса аль-Казим.
- 8. Али ибн Муса ар-Рида.
- 9. Сейид Имам Мухаммад Талиб (Абу Талиб).
- 10. Сейид Абдулла.
- 11. Сейид Убайдуллах (Абдуллах) аль-Афзал.
- 12. Сейид Ахмад.
- 13. Сейид Султан Мухаммад.
- 14. Сейид Хасан.
- 15. Сейид Шах Хусейн.
- 16. Сейид Джалолиддин.
- 17. Сейид Камолиддин.
- 18. Сейид Бурханиддин Кылыч Узгенский.
- 19. Сейид Камолиддин.
- 20. Сейид Шамсиддин Хусейн.
- 21. Сейид Фахруддин Хусейн.
- 22. Сейид Шахобиддин Хусейн.
- 23. Сейид Камолиддин Хусейн Хоразмий.
- 24. Сейид Шарофиддин Хусейн.
- 25. Сейид Абулфайз Дервиш.
- 26. Шейх ул-машайих Сейид Абдуллах Зухриддин (Мухаммад Соктарей).
- 27. Шейх Кутб Мир Сейид Фатхуллах (Етти Туғ Ато (Саййид Ато)[7].